# Polieno di Lampsaco
Polieno di Lampsaco (in greco antico: Πoλύαινoς Λαμψακηνός?, Polýainos Lampsakēnós; seconda metà del IV secolo a.C. – prima metà del III secolo a.C.) è stato un filosofo greco antico.

## Biografia
Di Lampsaco, fu tra gli intimi di Epicuro, che non accompagnò subito ad Atene come Metrodoro. Di carattere moralmente integerrimo e devotissimo a Epicuro, da frammenti di lettere a lui indirizzate si ricava che egli ebbe comportamenti tali da ricevere benevolo rispetto non solo dagli epicurei, ma anche dai filosofi suoi avversari, tra i quali gli stoici. Questa ὲυμένεια (eumeneia, benevolenza) nei suoi confronti si ricava da una lettera di Epicuro sulla Stoà scritta a Polieno e da un'altra lettera a lui indirizzata da un epicureo di Atene, dove si testimonia che Polieno fu maestro di una scuola e dove si riferisce che egli tenacemente convinse un discepolo a praticare la παρρησία (parresia).
Morì prima del suo maestro, di consunzione, lasciando un figlio in tutela all'amico Epicuro, che nel suo testamento raccomandò agli eredi e ad Ermarco.

## Opere
Secondo la testimonianza di Cicerone Polieno si interessò di matematica e ne abbandonò la configurazione tradizionale quando incontrò Epicuro con il quale si impegnò a scrivere sui minima una teoria che non si sa se egli intendesse riferire alla fisica o a una nuova matematica atomistica diversa da quella euclidea: ipotesi, quest'ultima, confortata dal fatto che egli scrisse Le aporie, dove si contrapponeva agli Elementi di Euclide.
Incerta l'attribuzione a lui di un frammento dove Polieno esprimerebbe dei commoventi affetti familiari alla piccola Apia figlia di Metrodoro: